# Reator super-regenerador a nêutrons rápidos
O reator super-regenerador de neutrões rápidos (FBR) (do inglês: fast breeder reactor) é um reator de nêutrons rápidos desenhado para produzir combustível gerando mais material fisível do que se consome. O FBR é um dos possíveis tipos de reatores reprodutores.

### Em inglês
- «Programa Nuclear dos Estados Unidos»
- «Relatório sobre o Desenvolvimento Mundial da Monju FBR»
- «Base de datos IAEA de reactores rápidos»
- «Documentos técnicos da IAEA sobre reatores rápidos»
- «Fundação do Patrimônio Atômico - EBR-I»
- «A evolução das necessidades de um reator "criador"» (PDF). por Richard Wilson no 24 Simposium internacional de The Uranium Institute, setembro de 1999